# Sciaenochromis fryeri
Espèce
Statut de conservation UICN

 LC  : Préoccupation mineure
Répartition géographique
Sciaenochromis fryeri, communément appelé Haplochromis électrique blue ou encore Électrique blue[réf. nécessaire], est une espèce de poissons d'eau douce de la famille des Cichlidae endémique du lac Malawi en Afrique.

## Systématique
L'espèce Sciaenochromis fryeri a été décrite en 1993 par l'ichtyologiste néerlandais Ad Konings, (1956-).

## Répartition
Cette espèce est endémique du lac Malawi.

## Sciaenochromis fryerien aquarium
Cette espèce mesure adulte une taille maximale avoisinant les 11,5 cm, parfois un peu plus en aquarium pour les plus vieux spécimens.
Sciaenochromis fryeri doit être alimenté avec de la nourriture carnée.
Les mâles défendent leur territoire, ils sont peu agressifs s'ils se trouvent dans un grand bac. Celui-ci doit avoir un volume minimal de 250 L pour un couple, et avec un décor composé de roches et de plantes.
Pour apprécier les mâles dans toute leur beauté, il est impératif qu'ils soient dominants ; dans le cas contraire, leur coloration sera beaucoup moins brillante.

## Galerie

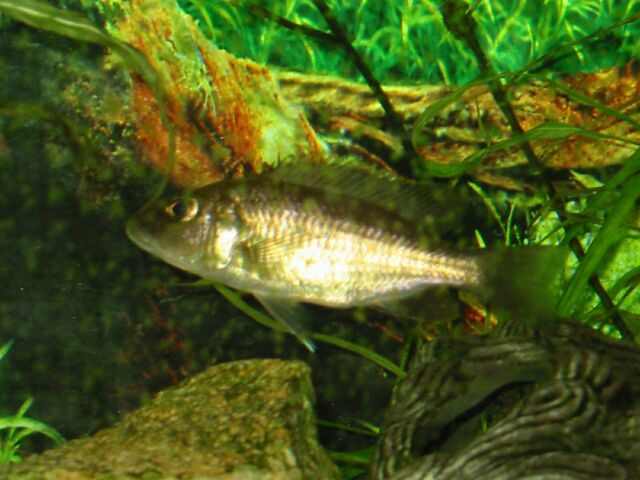
Sciaenochromis fryeri, femelle gris argenté.

## Étymologie
Son épithète spécifique, fryeri, lui a été donnée en l'honneur de l'ichtyologiste britannique Geoffrey Fryer (d) (1927-).

## Publication originale
- (en) Ad Konings, « A revision of the genus Sciaenochromis Eccles & Trewavas, 1989 (Pisces, Cichlidae) », The Cichlids Yearbook, Inconnu, vol. 3,‎ janvier 1993, p. 28-36 (ISBN 978-3-928-45700-2, lire en ligne).